# Hakhoning

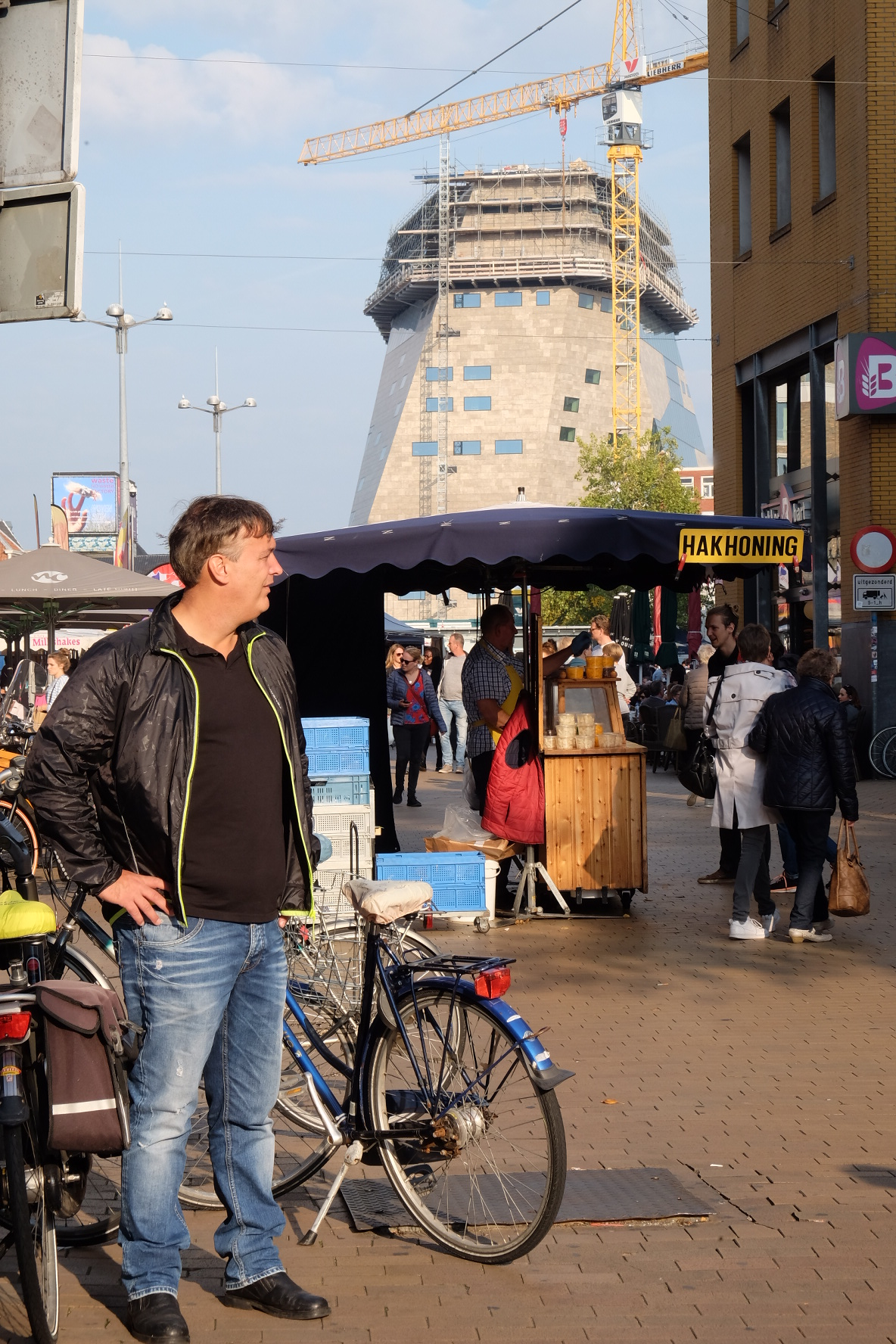
Een kraam met hakhoning in de Nederlandse stad Groningen

Hakhoning is snoepgoed gemaakt van honing, water, suiker, glucosestroop en kruiden, vaak eucalyptus of anijs, maar soms ook sinaasappel of kaneel, dat gekookt wordt en uitgehard. Vervolgens wordt het in stukken gehakt. Het wordt vooral geconsumeerd door het te laten wegsmelten in de mond.